# Sidlaw Hills
Sidlaw Hills är kullar i Storbritannien.   De ligger i riksdelen Skottland, i den norra delen av landet, 600 km norr om huvudstaden London.
Sidlaw Hills sträcker sig 19,9 km i sydvästlig-nordostlig riktning. Den högsta toppen är Kings Seat, 359 meter över havet.
Topografiskt ingår följande toppar i Sidlaw Hills:
- Dunsinane Hill
- Kings Seat